# Swakopmund

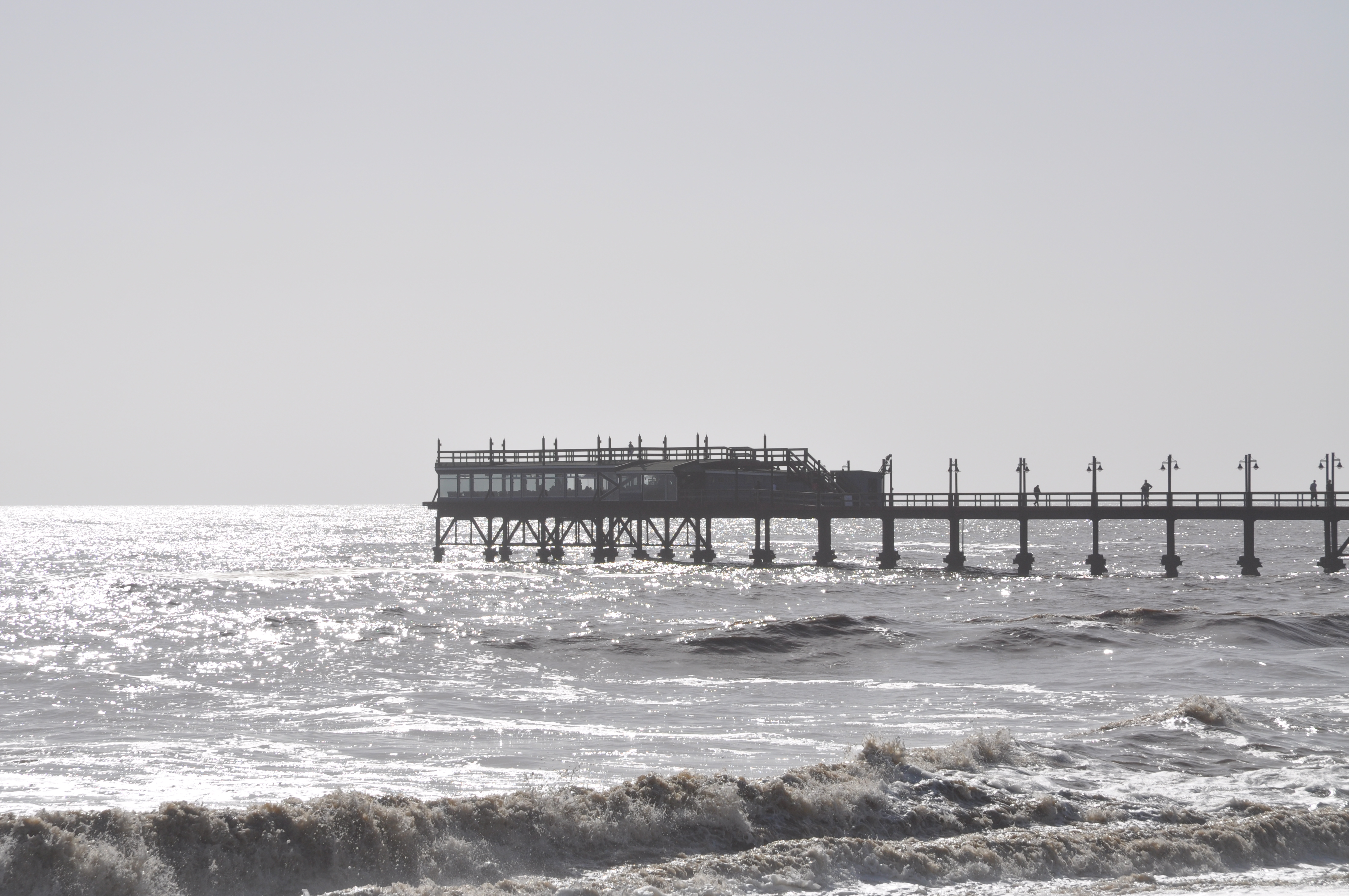
Molo Swakopmund

Swakopmund – miasto w zachodniej Namibii, ośrodek administracyjny okręgu Swakopmund, nad Oceanem Atlantyckim (Zatoka Wielorybia), 280 km na zachód od stolicy kraju Windhuk. Około 35 tys. mieszkańców. Miasto znajduje się tuż nad Zwrotnikiem Koziorożca.
Swakopmund jest miejscowością wypoczynkową i jest dobrze zachowanym przykładem niemieckiej architektury kolonialnej.
W latach 1904–1908 funkcjonował tu obóz koncentracyjny dla członków plemion Herero i Namaqua.
W pobliskich górach Langer Heinrich otworzono kopalnię uranu.